# Aalten
Aalten – miasto i gmina w Holandii w prowincji Geldria. 

## Historia
W początkach XX wieku znane z przemysłu tkackiego; liczyło wówczas 7,4 tys. mieszkańców.

## Miasta partnerskie
- Świdnik (Polska)